# Biblioteca Municipal Monteiro Lobato
A Biblioteca Municipal Monteiro Lobato está localizada no município de Osasco, São Paulo, Brasil.
A Biblioteca Pública Monteiro Lobato (BPML) foi criada por meio da lei 162, de 20/09/1963, um ano após a emancipação da cidade de Osasco, que teve como primeiro prefeito o Sr. Hirant Sanazar.  Após sua criação a BPML foi instalada em abril de 1965 num antigo prédio localizado à rua Antonio Agú. Em outubro do mesmo ano a biblioteca foi transferida para um prédio mais amplo, localizado à rua Primitiva Vianco, porém,  com a mudança da prefeitura para o Paço Municipal, a biblioteca passou a ocupar o antigo prédio da municipalidade, à Avenida dos Autonomistas. Em janeiro de 1972, instalou-se à rua Pedro Fioretti. 
Em 1978 foi transferida para à rua Salem Bechara, no Bairro do Bela Vista. Em 1982, uma nova mudança foi realizada para à rua Dimitri Sensaud de Lavaud, onde atualmente está instalado o Espaço Cultural Grande Otelo. No ano seguinte a biblioteca foi transferida para prédio na rua Dr. Mariano J.M. Ferraz onde ficou até 1996, quando finalmente em 28 de dezembro deste mesmo ano inaugurou prédio próprio localizado na avenida Marechal Rondon, 260, na região central de Osasco, durante a administração do prefeito Dr. Celso Giglio, o qual em setembro de 2002 também inaugurou mais duas bibliotecas ramais: Biblioteca Manoel Fiorita (Zona Norte) , Biblioteca Heitor Sinegaglia (Zona Sul) e Banca Biblioteca Rochdale, no Parque Ecológico do Rochdale, inaugurada na gestão do prefeito Emídio de Souza em 09/04/2008. 

## Referência
- Câmara Municipal de Osasco